# Cyrtandra beamanii
Cyrtandra beamanii är en tvåhjärtbladig växtart som beskrevs av Brian Laurence Burtt. Cyrtandra beamanii ingår i släktet Cyrtandra och familjen Gesneriaceae. Inga underarter finns listade i Catalogue of Life.